# Louvoyer

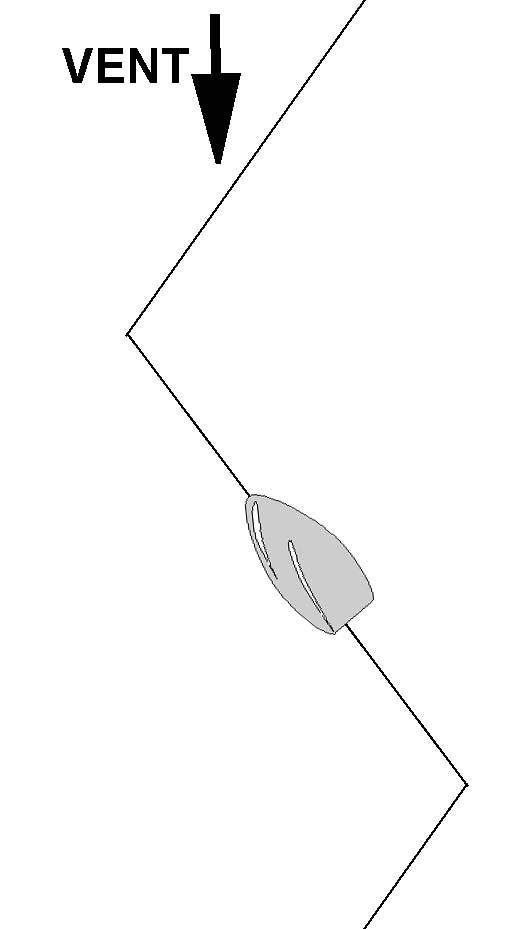
schéma du louvoyage

L'action de louvoyer, en vocabulaire maritime, est, pour un voilier, de tracer des zigzags afin de « remonter » au vent ou à l'opposé évoluer en zigzag par vent arrière. 

## Description
Les allures de près, tribord et bâbord amures, ne permettent pas d'aller dans la direction d'où souffle le vent. Il est donc nécessaire de louvoyer afin de gagner dans ce sens.
Les voiliers anciens, aux plans anti-dérive peu performants, aux tissus à voile déformables, et au fardage important, ne permettaient pas de s'approcher de moins de 60°, voire pire, du lit du vent. Le louvoyage, avec des voiles lourdes et peu maniables, était alors redouté par les marins au long cours qui lui préféraient les allures de largue ou de vent arrière. Les capitaines ne le pratiquaient que contraints où à l'approche des ports afin de ne pas attendre trop longtemps les conditions favorables.
Les techniques modernes, sur les voiliers de la seconde moitié du XXe siècle, ont rendu cette progression plus aisée, notamment avec les ailerons de quille, et les matériaux modernes permettant des voiles presque indéformables, des espars fins et un haubanage léger et aérodynamique. Une remontée à 45° du vent réel est considérée comme satisfaisante, soit un louvoyage de 90° bord sur bord. Les voiliers de compétition (Coupe de l'America notamment) parviennent à des angles de remontée beaucoup plus pointus, donc de louvoyage plus serré. Néanmoins la vitesse de progression vers le lit du vent reste toujours beaucoup plus faible qu'une route directe à une allure plus arrivée et sur de grandes distances il peut rester préférable de parcourir une plus grande distance compensée par une plus grande vitesse (et un meilleur confort). Le compromis entre cap et vitesse dépend du VMG.
L'allure de vent arrière, autrefois privilégiée par les navires à voiles carrées, est très instable avec un gréement moderne (risque d'empannage non contrôlé), on lui préfère souvent le grand largue, ce qui nécessite de louvoyer vent arrière pour suivre une route dans le lit du vent. Les chars à voile et les voiliers à patins, qui ne dérivent pas latéralement, vont plus vite sous le vent en louvoyant au grand largue sur un bord et sur l'autre voiles bordées, qu'en allant tout droit vent arrière : ils peuvent en effet profiter ainsi de l'écoulement laminaire du vent dans les voiles, et d'un vent apparent très supérieur, apportant un gain de vitesse qui compense très largement l'allongement de la distance parcourue. La Polaire des vitesses des engins à voile permet de visualiser l'allure à laquelle l'engin a le meilleur VMG (compromis cap/vitesse). Sur les engins capables de naviguer plus vite que le vent réel, le cap permettant d'assurer le meilleur compromis cap/vitesse est parfois très éloigné du vent arrière, dans ce cas, lors des régates ou des courses, les engins sont amenés à louvoyer lorsque la destination se trouve dans la même direction que le vent.